# Karel Hába
Karel Hába (ur. 21 maja 1898 w Vizovicach, zm. 21 listopada 1972 w Pradze) – czeski kompozytor, skrzypek i pedagog.

## Życiorys
Brat Aloisa Háby. Ukończył Konserwatorium Praskie, gdzie uczył się kompozycji u Vítězslava Nováka i gry na skrzypcach u Karela Hoffmanna. Pobierał też u brata lekcje z muzyki mikrotonowej. Od 1919 do 1950 roku był pracownikiem rozgłośni radiowej w Pradze, gdzie grał na skrzypcach (1929–1936) i kierował działem muzycznym (1936–1950). W latach 1951–1963 był wykładowcą wydziału pedagogicznego Uniwersytetu Karola. Od 1940 roku był członkiem Czechosłowackiej Akademii Nauk i Sztuk.
Jako kompozytor pozostawał pod wpływem brata, tworząc muzykę atematyczną i ćwierćtonową.

## Wybrane kompozycje
(na podstawie materiałów źródłowych)

### Utwory orkiestrowe
- Uwertura (1922)
- Koncert skrzypcowy (1927)
- Scherzo (1928)
- Koncert wiolonczelowy (1935)
- 2 symfonie (I 1947–1948, II 1953–1954)
- Suita (1963)

### Utwory kameralne
- 4 kwartety smyczkowe (I 1922, II 1924, III 1943, IV 1969)
- Trio na skrzypce, wiolonczelę i fortepian ćwierćtonowy (1926)
- 3 utwory na skrzypce i fortepian ćwierćtonowy (1927)
- Sonatina na flet i fortepian (1927)
- Septet na skrzypce, klarnet, altówkę, róg, wiolonczelę, fagot i fortepian (1928–1929)
- Duo na skrzypce i wiolonczelę (1935)
- Trio fortepianowe (1940)
- Kwintet dęty (1944)
- 3 inwencje na harfę (1945)
- Nonet (1950)
- Trio na 2 skrzypiec i altówkę (1952)
- 15 etiud koncertowych na skrzypce (1956)
- Sonatina na 2 skrzypiec (1960)
- Sonatina na 3 klarnety (1960)

### Utwory fortepianowe
- 2 suity (I 1920, II 1929)
- Suita na fortepian ćwierćtonowy (1925)
- Sonata (1942)

### Utwory wokalno-instrumentalne
- kantata Budovatelům Ostravska (1951)

### Opery
- Jánosik (1929–1932, wyst. Praga 1934)
- Stará historia (1934–1937)
- opera dziecięca Smoliček (wyst. Praga 1950)
- Kalibův zločin (1957–1961, wyst. Koszyce 1968)